# Violeta Montoliu Soler
Violeta Montoliu Soler (Valencia 2 de febrero de 1944) es una doctora en Filosofía y Letras y académica de Número de la Real Academia de Cultura Valenciana, donde dirige la Sección de Historia del Arte Valenciano "Mariano Benlliure".

## Trayectoria
Estudió en la Universidad de Valencia y Córdoba, donde obtuvo el título el Doctorado en Filosofía y Letras en el año 1968, en la especialización de Geografía e Historia, obteniendo el Premio Extraordinario de Licenciatura en 1966. 
Trabajó como docente, tras licenciarse, primero como Profesor Ayudante, luego como Adjunto Numerario, Adjunto de Investigación en la Cátedra de Historia del Arte de la Facultad de Geografía e Historia,  hasta que  alcanzó la plaza de Profesora Agregada Numeraria de Historia del Arte en la Escuela Técnica Superior de Arquitectura de Valencia de la Universidad Politécnica de Valencia en el año 1978.
Desempeñó esa labor docente y administrativa, desarrollando cargos académicos, en la Escuela Técnica Superior de Arquitectura de la Universidad Politécnica de Valencia hasta el momento de su jubilación en el año 2009. En 1982 obtuvo la cátedra de Historia del Arte en la Universidad Politécnica de Valencia, siendo Directora del Departamento de Composición Arquitectónica en dos ocasiones, de 1987 a 1990 y de 1993 a 1994. De 1983 a 1985 fue nombrada Vicerrectora de Extensión Universitaria y Alumnado. También fue Coordinadora de la asignatura de Historia del Arte para las Pruebas de Acceso a la Universidad desde 1987 a 1993.
Junto a la labor docente también desempeñó actividad investigadora, la cual se especializó en historia del arte de Valencia. Entre 1966-67 estuvo becada por el Instituto Alfonso el Magnánimo de la Diputación de Valencia para colaborar en la Academia de Bellas Artes de San Carlos de Valencia. Fue fundadora del Archivo de Arte Popular Valenciano en la Cátedra de Historia del Arte de la Universidad de Valencia en 1972.
También colaboró en la redacción del Inventario Artístico de la Ciudad y Provincia de Valencia así como el Catálogo Monumental de la ciudad de Valencia bajo la dirección de D. Felipe Mª. Garín Ortiz de Taranco  durante los años 1973-1985.

## Obras
Violeta Montoliu Soler ha publicado muchas obras a lo largo de su carrera como docente e investigadora, tanto publicaciones en revistas especializadas, como en libros colectivos o propios de ella. Entre las publicaciones destacan:
- Restauración de la Iglesia del antiguo Colegio Jesuita de San Pablo: Estudio histórico-arquitectónico.  Anals de la Real Acadèmia de Cultura Valenciana, ISSN 1130-426X, N.º. 77, 2002, págs. 117-135.[6]
- Mariano Benlliure y Joaquín Sorolla: un proyecto para Valencia. Saitabi: revista de la Facultat de Geografia i Història, ISSN 0210-9980, N.º. 45, 1995 (Ejemplar dedicado a: Homenaje al profesor Felipe Mª Garín Ortiz de Taranco), págs. 289-314[6]
- Una obra de Mariano Benlliure en Ontinyent: el Cristo Yacente de la Archicofradía del Santo Entierro. Almaig, estudis i documents, ISSN 1139-2487, N.º. 6, 1990, págs. 16-19[6]
- El arte valenciano del Siglo de Oro. Anals de la Real Acadèmia de Cultura Valenciana, ISSN 1130-426X, N.º. 65, 1987, págs. 267-304[6]
- Alonso Cano y Valencia: con ocasión de un centenario. Archivo de arte valenciano, ISSN 0211-5808, N.º. 38, 1967, págs. 53-58[6]

También ha colaborado en obras colectivas, como en:
- Investigaciones previas contundentes a la recuperación integral del conjunto patrimonial de la Basílica de la Virgen de los Desamparados de Valencia. Ignacio Bosch Reig, Margarita Fernández Gómez, Pilar Roig Picazo, Bernardo Pérepérez Ventura, Joaquín Espi Lluch, Roberto Santatecla Fayos, Vicente Mas Llorens, Violeta Montoliu Soler. X Congreso de Conservación y Restauración de Bienes Culturales : Cuenca, 29, 30 de septiembre, 1, 2 de octubre de 1994 / coord. por Andrés Escalera Ureña, Carmen Pérez García, 1994, págs. 585-616.[6]

Entre sus libros destacan:
- Monumentos conmemorativos de Valencia: memoria esculpida de una ciudad : 1875-1936. Valencia: Real Academia de Cultura Valenciana, 2002. ISBN 84-96068-01-3
- Restauración de relieves académicos valencianos. Con José Luis Roig Salom. Universidad Politécnica de Valencia, 1998. ISBN 84-7721-695-9
- Mariano Benlliure, 1862-1947. Generalitat Valenciana, 1997. ISBN 84-482-1363-7
- Síntesis práctica de historia del arte. Universidad Politécnica de Valencia, 1994. ISBN 84-7721-276-7

## Premios
Ha sido galardonada con los siguientes premios:
- Premio de Investigación sobre la Historia del Valle de Albaida (1987)